# Megan Leavey
Pour plus de détails, voir Fiche technique et Distribution.
Megan Leavey est un film américain réalisé par Gabriela Cowperthwaite, sorti en 2017.

## Synopsis
Megan Leavey est une ancienne caporale du corps des marines américains qui a servi en tant que maître-chien de la police militaire. Elle a été jumelée avec un chien de travail militaire Rex (E168). La binôme a servi deux déploiements en Irak, à Falloujah en 2005, puis à Ramadi en 2006, où ils ont tous deux été blessés par un engin explosif improvisé. Leavey a reçu le Purple Heart et la Navy and Marine Corps Achievement Medal avec un insigne "V" désignant l'héroïsme au combat.
En 2012, Rex développa une paralysie du nerf facial qui mit fin à sa carrière de chien renifleur. Leavey put alors l'adopter en avril, grâce à l'intervention du sénateur Chuck Schumer. Rex est mort le 22 décembre 2012.

## Fiche technique
Sauf indication contraire, les informations mentionnées dans cette section peuvent être confirmées par la base de données cinématographiques IMDb,  présente dans la section « Liens externes ».
- Titre français et québécois: Megan Leavey
- Titre original : Megan Leavey
- Réalisation : Gabriela Cowperthwaite
- Scénario : Annie Mumolo et Jordan Roberts
- Décors : Alessandra Querzola
- Costumes : David Tabbert
- Photographie : Jacob Yakob
- Montage : Peter McNulty
- Musique : Mark Isham
- Production : Mickey Liddell, Jennifer Monroe, Pete Shilaimon

Coproducteurs : Robert Huberman, Scott Holroyd, José Luis Escolar
- Sociétés de production : LD Entertainment
- Sociétés de distribution : Bleecker Street (États-Unis)
- Budget : 3 810 867 millions de dollars
- Pays d'origine :  États-Unis
- Langue originale : anglais
- Format : couleur
- Genre : guerre, drame et biographique
- Durée : 116 minutes
- Dates de sortie[2] : 
  -  États-Unis : 9 juin 2017
  -  France : date inconnue

## Distribution
- Kate Mara (VQ : Kim Jalabert) : Caporale Megan Leavey
- Tom Felton (VQ : Sébastien Reding) : Andrew Dean
- Bradley Whitford (VQ : Marc Bellier) : Bob
- Edie Falco (VQ : Christine Séguin) : Jackie Leavey
- Common (VQ : Patrick Chouinard) : Gunny Martin
- Geraldine James (VQ : Isabelle Miquelon) : Dre Tuberville
- Ramón Rodríguez (VQ : Éric Bruneau) : Caporal Matt Morales
- Will Patton (VQ : Benoit Rousseau) : Jim
- Damson Idris (VQ : Louis-Philippe Berthiaume) : Michael Forman
- Miguel Gomez (VQ : Hugolin Chevrette) : Gomez
- Mark Schardan (VQ : Alexandre Fortin) : Sergent Brown